# Jihočeská kuchyně

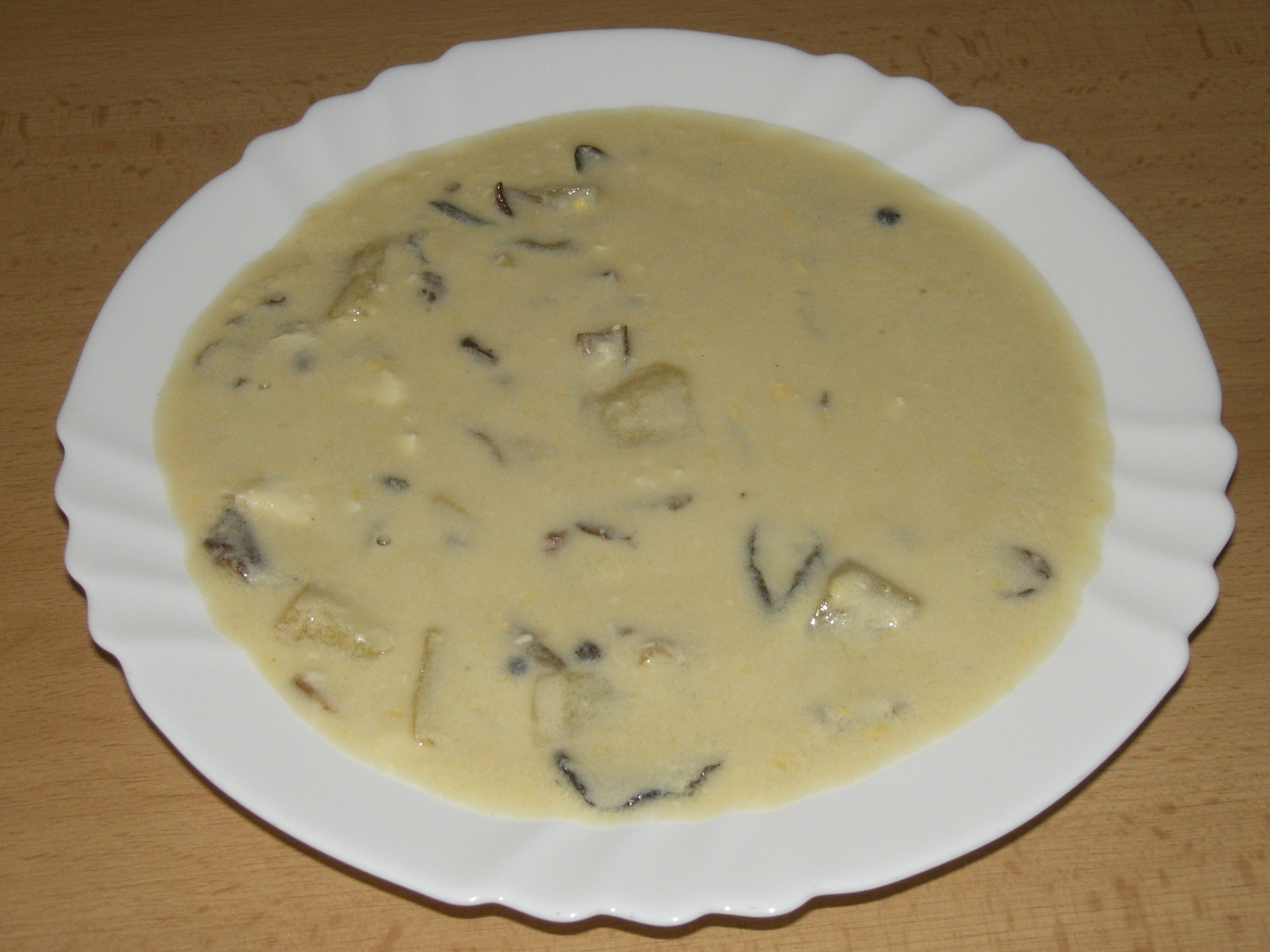
Kulajda

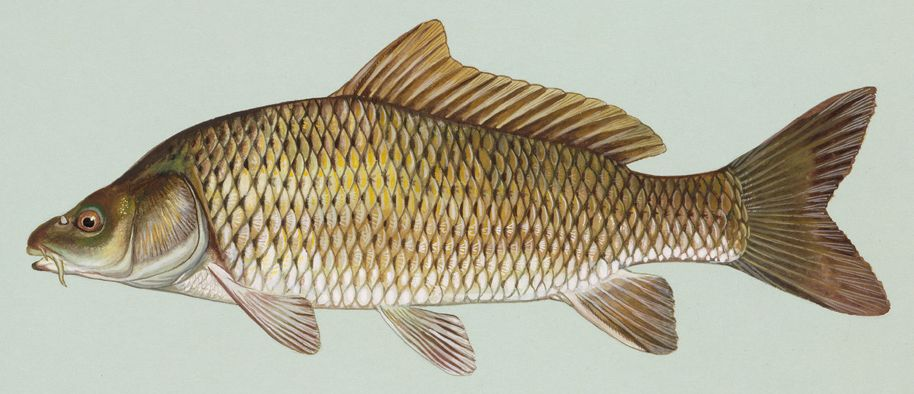
Kapr

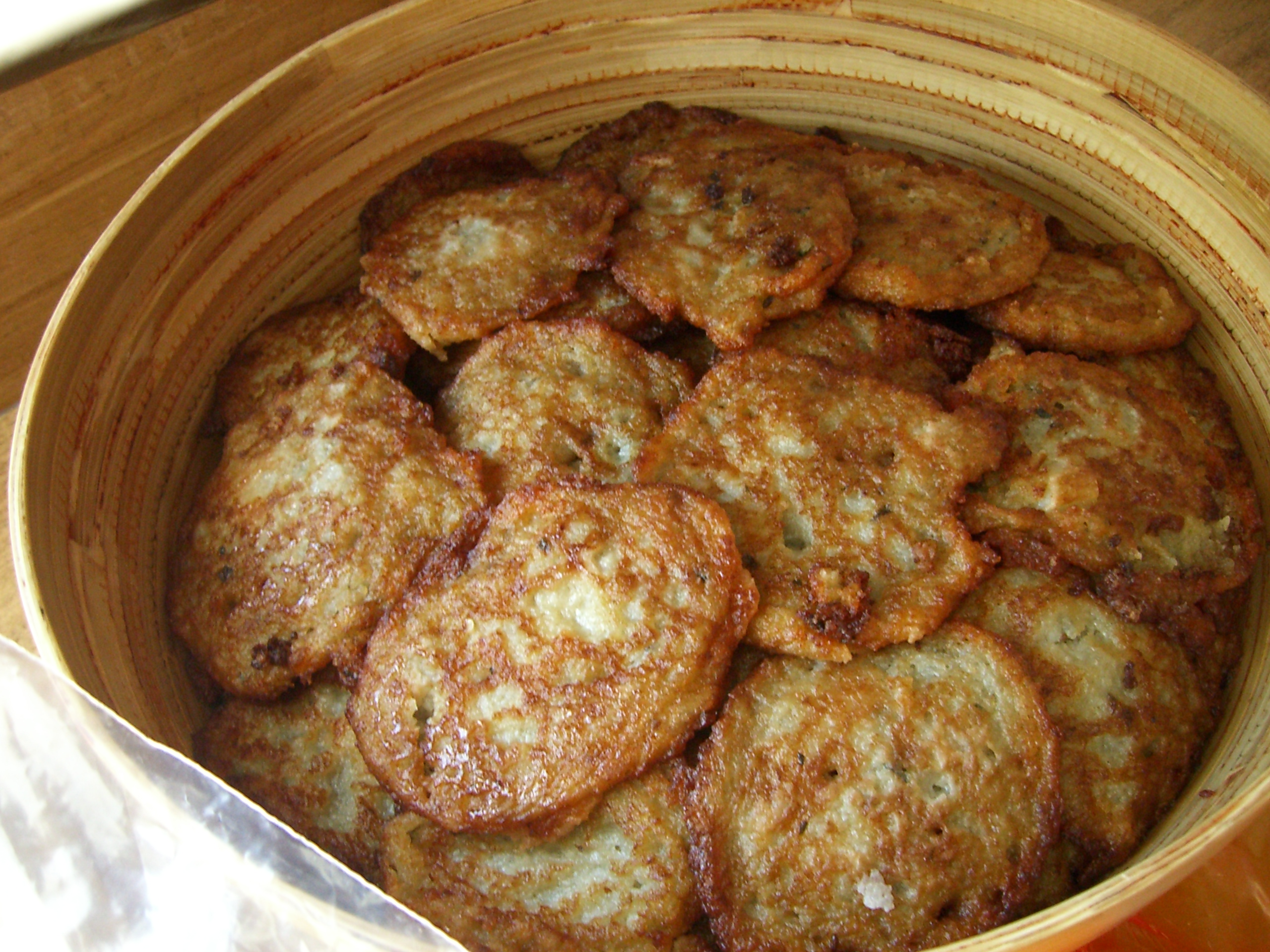
Cmunda (bramboráky)

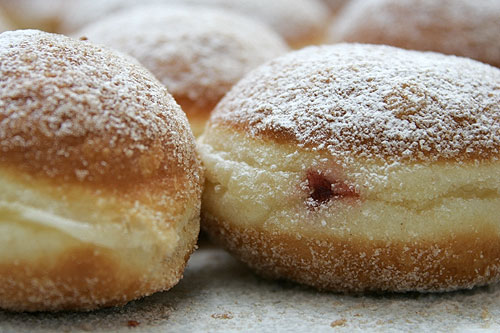
Koblihy

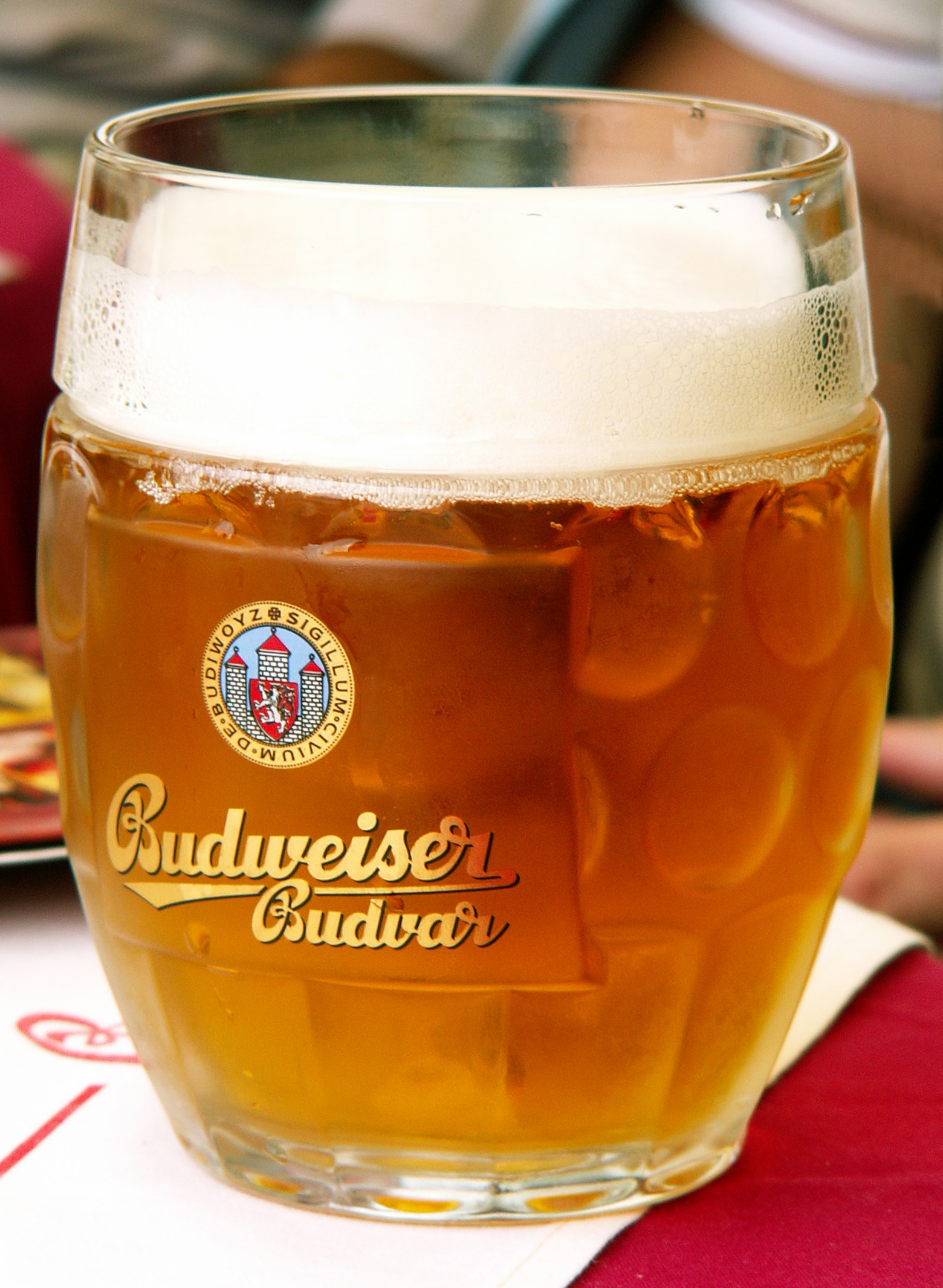
Pivo Budvar

Jihočeská kuchyně je regionální kuchyně typická pro region jižních Čech. Většinu pokrmů podávaných v jižních Čechách lze běžně najít i v běžné české kuchyni, ale jižní Čechy mají (více než ostatní regiony v Čechách) mnoho svých typických specialit. Jihočeská kuchyně využívá místní suroviny (jako je zelí, známé je například zelí z Roudného, nebo brambory). V jižních Čechách se nachází mnoho lesů, díky kterým se využívají také houby nebo lesní plody. Díky rybníkářské tradici se v jižních Čechách chovají ryby, Třeboňsko je známo svými kapry. Jihočeský kraj také produkuje nejvíce masa ze všech českých krajů.

## Typické jihočeské pokrmy
Typické jihočeské pokrmy:
- Kulajda, mléčná polévka s bramborami, houbami a vejcem, ochucená koprem. Existuje mnoho variant kulajdy.
- Cmunda (bramboráky), placky ze strouhaných brambor. Mohou se podávat jako hlavní jídlo nebo jako příloha.
  - Cmunda po kaplicku, větší cmunda podávaná s plátky uzeného masa a s kysaným zelím. Poprvé byla připravena v druhé polovině 20. století kuchařem Kořínkem v hostinci v Kaplici.[7]
- Zelňáky, placky z těsta se zelím.[1]
- Kapr na modro, kapří maso s octovou omáčkou.
- Třeboňská rybí polévka, polévka s rybím masem, kořenovou zeleninou a cibulí.[8]
- Šumavská bramboračka, polévka z oblasti Šumavy z brambor, kořenové zeleniny a hub.[9]
- Kočičí svatba, směs hrachu, krup a často i slaniny, ochucená česnekem.[10][11]
- Litina (též liják nebo bramborka), slaný koláč s uzeným masem z bramborového těsta, posypaný mákem. Typický pro Písecko a Prácheňsko.[12][13]
- Koblihy a vdolky
- Ovocné knedlíky
- Hnětýnky, sladkost z máslového těsta politá čokoládovou nebo jinou sladkou polevou, typické hlavně pro Prácheňsko.[14]

## Jihočeské nápoje
Mezi jihočeské značky piva patří např. Budvar, Samson, Platan, Nektar, Dudák nebo Regent.